# Optivus
Optivus is een geslacht van straalvinnige vissen uit de familie van zaagbuikvissen (Trachichthyidae).